# Austråttborgen

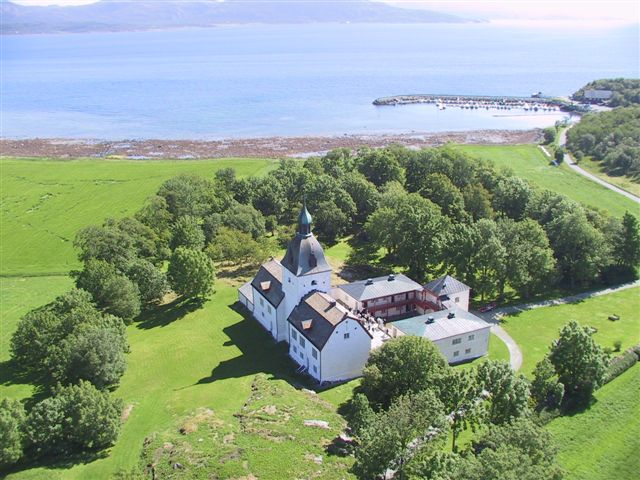
Schloss Austrått aus dem 17. Jahrhundert.

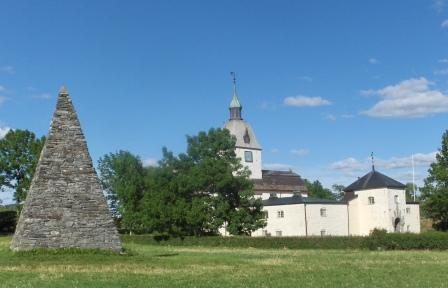
Das Schloss mit der Steinpyramide im Vordergrund.

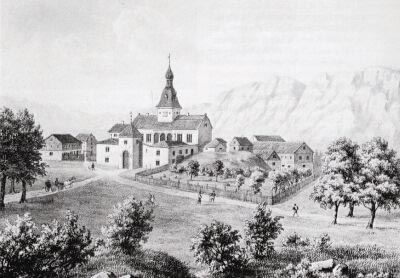
Austråttborgen um 1857 auf einer Zeichnung.

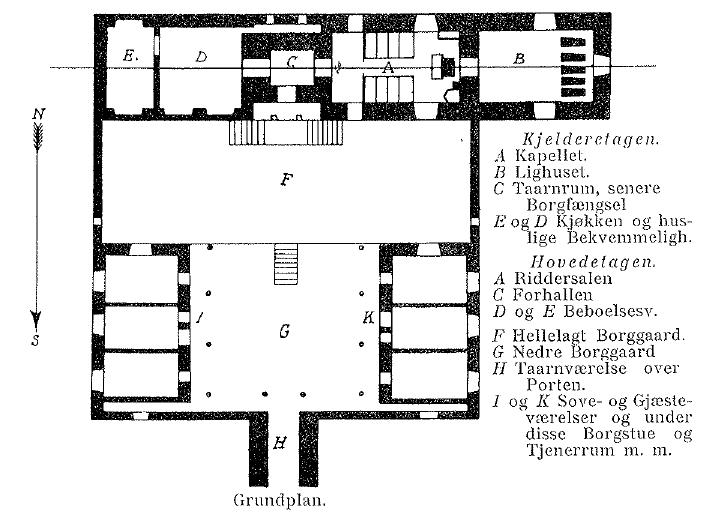
Grundriss des Herrensitzes von 1904

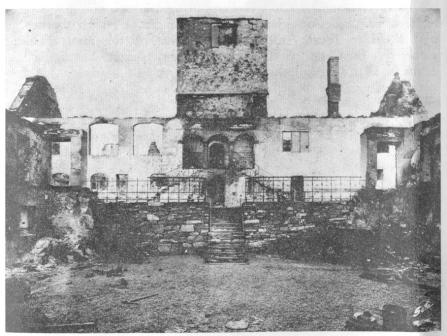
Die Ruine nach dem Brand von 1916.

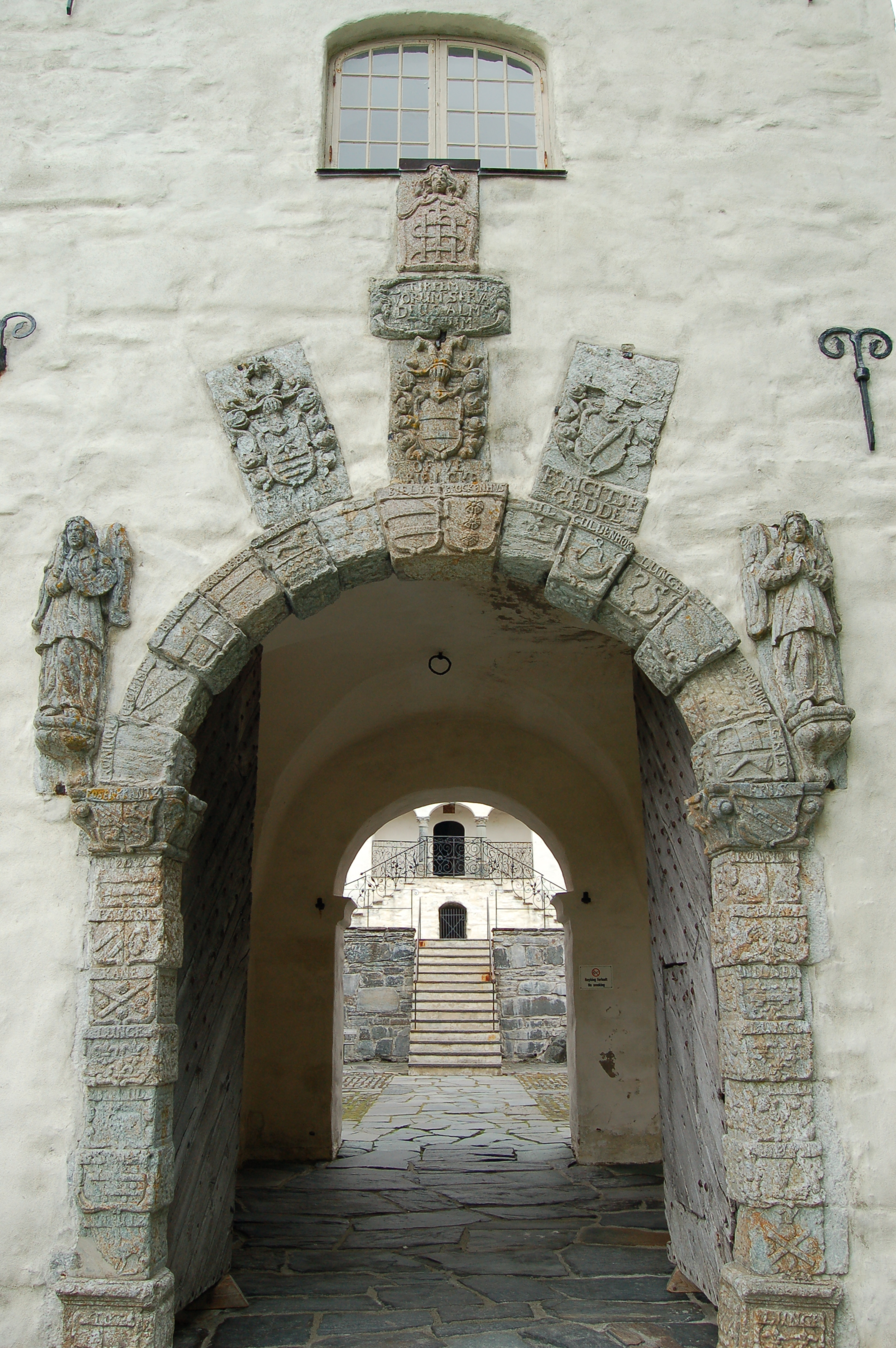
Portal mit den Wappen der Besitzer.

Austråttborgen (deutsch Austrått-Burg) oder Austrått (im Mittelalter Østråt, auch Østraat und Austråt) in der Kommune Ørland in Trøndelag an der Mündung des Trondheimfjords ist einer der berühmtesten Herrensitze des Mittelalters in Trøndelag. Er war der Sitz von mächtigen Häuptlingsgeschlechtern des Mittelalters.

## Bauwerke
Die mittelalterlichen Gebäude waren aus Holz. Nur die Kirche war Anfang des 13. Jahrhunderts aus Stein. Es war die Privatkapelle für den Besitzer und hatte einen großen Turm, der sich auch zur Verteidigung eignete. In der Schlossanlage, die Ove Bjelke 1654–1656 anlegen ließ, wurde der Turm mit dem Hauptgebäude durch Mauern und Nebengebäuden verbunden, so dass eine viereckige Gebäudeanlage entstand, der einen unteren und oberen Burghof umschloss. Besonders auffällig war das Hauptportal, das von einem Specksteinrahmen eingefasst wurde, in das die Wappen der Eigentümer eingemeißelt sind. Um den unteren Burghof führte eine überdachte Galerie mit Karyatiden aus Holz (Die klugen und die törichten Jungfrauen) und alttestamentliche Gestalten. Außerdem gab es einen Treppenaufgang  und eine Loggia in der Mitte des Hauptgebäudes. In die alte Kirche war ein Rittersaal eingebaut. Sie hatte reich geschnitzte barocke Eichentüren und einen Marmorkamin. Die Kapelle befand sich unter dem Rittersaal. Dort befand sich neben den mittelalterlichen Holzfiguren auch das reiche neuere Barock-Inventar.
Ein Blitzschlag im Herbst 1916 entzündete ein Feuer, dem ein großer Teil des Hauptgebäudes zum Opfer fiel. Aber vieles der Kircheneinrichtung konnte gerettet werden. 1920 begannen die Restaurierungsarbeiten. 1922 war das Hauptgebäude wieder hergestellt, und 1927 waren die Nebengebäude ebenfalls fertig. Nach dem Zweiten Weltkrieg wurde die Anlage endgültig fertiggestellt und 1961 feierlich dem Staat übergeben. Seit 1923 steht sie unter Denkmalschutz.

## Besitzverhältnisse
In der ersten Hälfte des 11. Jahrhunderts gehörte der Herrensitz dem Lehnsmann Finn Arnesson. Im 12. Jahrhundert war er im Besitz von Åsulv Eriksson, einer der Männer, die Herzog Skule Bårdsson ermordeten. Um 1400 besaß den Herrensitz Elsebe Ottesdatter aus der Familie der Rømer, die mit Jakob Fastulvsen verheiratet war. Deren Enkelin Gertrud Narvesdatter übertrug das Gut ihrem Stiefvater Henrik Jensen aus der Familie der Gyldenløve. Gertruds Vetter Otte Madsson (Rømer) folgte im Besitz. Von ihm erbte seine Tochter Ingerd Ottesdotter das Gut. Sie war Schwiegertochter des früheren Eigentümers Henrik Jensson Reichshofmeister Nils Henriksson, ebenfalls ein Gyldenløve. Ihre Tochter Lucie war mit Jens Tillufsøn Bjelke verheiratet. Deren Enkel Kanzler Jens Ågesøn Bjelke hatte im 17. Jahrhundert den größten Grundbesitz in Norwegen. Er nannte sich „zu Austrått“, weil er diesen Herrensitz als das wichtigste Kernstück seines Besitztums betrachtete. Zu der Zeit seines Eigentums umfasste Austrått fast 100 Höfe, also fast alles Land des Kirchspiels Ørland. Ihm gehörten auch die Herrensitze Storfosen und Tønnøl, die lange Zeit mit Austrått verbunden blieben. Sein Sohn Ove Bjelke erbaute 1654–1656 auf Austrått ein prächtiges festungsähnliches Schloss.
Austrått hatte als Herrensitz viele Privilegien, die 1719 aufgehoben, aber 1781 wieder erteilt wurden. 1760 erwarb der Kommerzienrat Hans Holtermann den Herrensitz. Er blieb in dessen Familie bis 1873. 1883 kaufte der Jurist Johannes Heftye das Anwesen, der alle späteren Nebenbauten abreißen ließ. Seit 1918 befindet sich das Schloss Austrått im Besitz des Staates, während das Grundstück und die ehemaligen landwirtschaftlichen Nutzflächen mit dem in der Nähe liegenden Bauernhof, als Austråttgården der Gemeinde Ørland gehört. Das waren 1800 220 Hektar Ackerland, heute sind es nur noch 45 Hektar.

## Zweiter Weltkrieg

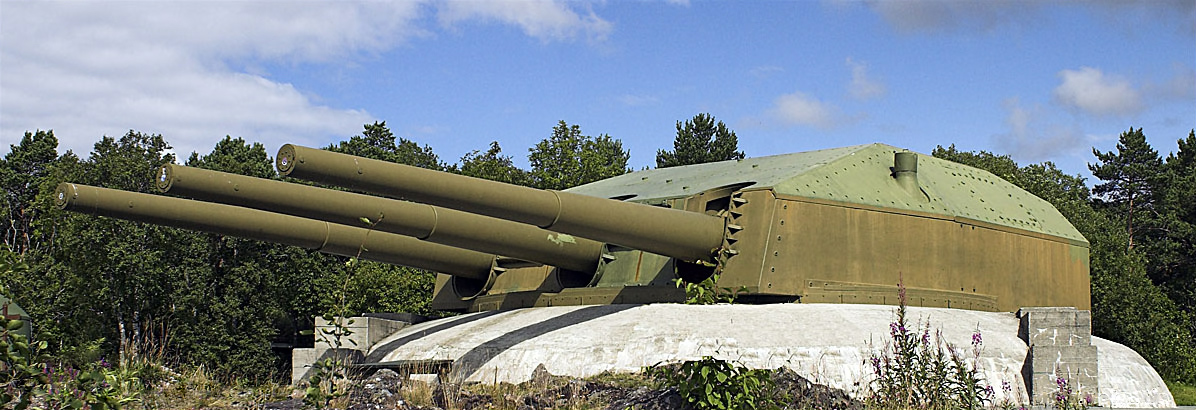
Der Geschützturm „C“ der Gneisenau im Fort Austrått.

Im Zweiten Weltkrieg erbaute die deutsche Besatzung dort eine Festung bzw. das  Fort Austrått mit dem Geschützturm „C“ des Schlachtschiffs Gneisenau. Es ist der einzige Geschützturm dieser Art, der erhalten ist. Die Festung wurde 1968 geschleift. Aber die Batterie wurde bis 1977 instand gehalten. 1990 wurde die Festung durch das Verteidigungs-Departement für 1.100.000 NKr. restauriert. Heute gibt es zur Sommerzeit geführte Besichtigungen des Forts. Die Festung steht unter der Verwaltung des „Forsvarsbygg nasjonale festningsverk“, das für die Erhaltung der Kulturdenkmäler im Zusammenhang mit der Verteidigung Norwegens zuständig ist.